# 池田健三郎
池田 健三郎（いけだ けんざぶろう、1968年（昭和43年）10月21日 - ）は、日本の経済評論家、政策アナリスト、シンクタンク代表、コンサルタント、実業家、コレクター。公共政策調査機構理事長。共同ピーアール総合研究所長。元関西学院大学大学院経営戦略研究科客員教授。三桂所属。

## 来歴・人物
神奈川県出身。神奈川県立横須賀高等学校、金沢大学法学部卒業。早稲田大学大学院政治学研究科公共経営専攻（専門職学位課程）修了。
1992年（平成4年）、日本銀行に入行（総合職）し、調査統計局、国際局、金融市場局などを経る。1999年（平成11年）6月、人事局付を最後に日本銀行を退職。
以降は、シンクネット・センター21主任研究員、日本政策フロンティア専務理事、日本再生プログラム推進フォーラム常務理事、大樹総研所長、公共政策調査機構理事長、共同ピーアール総合研究所（PR総研）所長など民間シンクタンクの要職を経る。
ビジネス・コンサルタントとして複数の法人の顧問や社外役員等（監査役、監事、評議員等）も務め、ガバナンスの強化やリスク管理の高度化、PR・IRの支援などに注力している。また、公益社団法人日本青年会議所アドバイザーとして、日本の若手経済人のまちづくり活動に対するサポートも行っている。
近年はとくに持続可能な開発目標(SDGs)への取り組み推進に注力しており、独立メディア塾やPR総研ポータルサイト等において「みんなで考えるSDGsの日」や「SDGsと経済」に因む動画コンテンツを公開するほか、2020年11月から一般社団法人SDGs×マンガのチカラの名誉顧問も務めている。
2004年頃よりテレビ番組に出演、TBS系「みのもんたの朝ズバッ！」やYTV系「情報ライブ ミヤネ屋」のレギュラーを多年にわたり務めるなど、政治・経済ニュースの解説を中心に公共政策の専門家の立場からコメンテーターとして活動中。傍ら、2011年3月まで6年半にわたり常葉学園浜松大学において教鞭をとったほか、早稲田大学エクステンションセンター講師も務め、2020年度以降、関西学院大学大学院経営戦略研究科客員教授、拓殖大学客員教授にも就任。
この間、2度の公職選挙出馬（後述）を経て2003年以降は政治の世界を離れ、いかなる政党からも独立の立場で各選挙においてローカル・マニフェスト作成支援や、公開討論会、マニフェスト検証大会等のコーディネーターを数多く担当し「政策中心の選挙」の旗振り役や、政策広報コンサルタントを務めている。
2020年以降は自民党総裁選に臨む岸田文雄氏の広報戦略アドバイザリー・チームの責任者に就き、岸田政権誕生を一貫してサポートした。
郵便切手評論家・コレクターとしても知られ、郵便・切手に関するNPO活動などにも力を注いでいる（後述）。

## 略歴
- 1992年 - 日本銀行入行 以降、調査統計局･国際局･金融市場局等を経る
- 1999年 - 日本銀行退職、個人事務所（シンクタンク）開設（-現在）
- 2004年 - 浜松大学国際経済学部非常勤講師
- 2006年 - 日本再生プログラム推進フォーラム理事
- 2008年 - 芸能事務所（株）三桂に所属（-現在）
- 2010年 - （公社）日本青年会議所 アドバイザー
- 2010年 - 大樹総研（株）取締役所長
- 2010年 - 浜松大学ビジネスデザイン学部特任教授
- 2013年 - 大樹リサーチ＆コンサルティング（株）取締役
- 2014年 - SALES ROBOTICS株式会社監査役
- 2015年 - PwCあらた監査法人顧問
- 2018年 - 公共政策調査機構理事長（-現在）
- 2020年 - 共同ピーアール総合研究所長（-現在）
- 2020年 - 関西学院大学大学院 経営戦略研究科客員教授
- 2020年 - 一般社団法人SDGs×マンガのチカラ 名誉顧問（-現在）
- 2022年 - 拓殖大学 客員教授
- 2023年 - 一般社団法人日本空気と水の衛生推進機構 理事長（-現在）

## 出演
- 文化放送「長野智子アップデート」
- FM東京 「高橋みなみの_これから、何する?」
- ABCラジオ 「武田和歌子のぴたっと。」
- bayfm「POWER BAY MORNING」
- J-WAVE「Jam the WORLD」
- NHKラジオ「私も一言！夕方ニュース」
- BS朝日「ごごいち！ニュースキャッチ」
- BSジャパン「昭和は輝いていた」
- 東京メトロポリタンテレビジョン 「堀潤Live Junction」（準レギュラーコメンテーター）
- 東京メトロポリタンテレビジョン 「堀潤モーニングFLAG」（準レギュラーコメンテーター）
- 日本テレビ「中居正広のザ・大年表」
- 日本テレビ「太田光の私が総理大臣になったら…秘書田中。」
- TBS「みのもんたの朝ズバッ! → 朝ズバッ!」（レギュラーコメンテーター）
- TBS「Nスタ」
- TBS「ひるおび!」
- TBS「イブニング・ファイブ」
- TBS「水曜ノンフィクション」
- TBS「サンデーモーニング」
- TBS「ビビット」
- TBS「あさチャン!」
- TBS「TBSニュースバード」
- テレビ朝日「ワイド!スクランブル」
- テレビ朝日「クイズ雑学王」
- フジテレビ「ワイドナショー」
- フジテレビ「ユアタイム」
- フジテレビ「みんなのニュース」
- フジテレビ「笑っていいとも!」
- フジテレビ「知りたがり!」
- 読売テレビ「情報ライブ ミヤネ屋」（レギュラーコメンテーター）
- ABC「ビーバップ!ハイヒール」
- ブルームバーグテレビジョン「ブルームバーグ オンザマーケット」
- 主な公開討論会コーディネーター担当選挙: 大阪府知事選（2008年）、浜松市長選（2007年）、京都府知事選（2006年）、横須賀市長選（2005年・2013年）

## 主な著作等
- 『「新しい資本主義」の教科書』（日東書院本社）2023年7月　ISBN 9784528023970
- 『金融政策プロセス論―日銀の金融政策決定に政治・行政はどう関与したのか』（日本公法）2014年8月　ISBN 9784931020078
- 『訴訟書類の郵便史コレクション』（岡本哲との共編著、株式会社鳴美）2012年8月　ISBN 9784863550339
- 『「郵政」亡国論』（ワニブックスPLUS新書）2011年2月　ISBN 9784847060304
- 『権力奪取』（ディック･モリス著の監訳、日本評論社）2003年10月　ISBN 9784535583368

## その他
郵便切手コレクター・郵便史コレクション研究家としても著名で、この分野でも郵便切手評論家として多数のTV出演を行っている。三谷幸喜原作の映画「笑の大学」では、郵便関係の時代考証や召集令状のレプリカ作成なども手がけた。幼少期からの趣味である切手収集が高じ、内外切手展で上位入賞（シンガポール、ニューヨーク等における国際切手展において金賞を複数回受賞）のほか、全国切手展<JAPEX>審査員なども務め、郵便切手評論家 としての顔も持つ。財団法人切手の博物館や財団法人日本郵趣協会の理事も務めたほか、2008年にはNPO法人日本郵便文化振興機構を設立し代表理事に就任、使用済切手の回収を通じた慈善運動を全国に展開している。2016年7月にはNPO法人郵趣振興協会を設立し、理事として郵政博物館の展示の充実などの活動に取り組んでいる。

## 選挙歴
| 当落 | 選挙                       | 施行日                    | 選挙区      | 政党   | 得票数 | 得票率 | 得票順位 /候補者数 | 当選者との票差 |
| ---- | -------------------------- | ------------------------- | ----------- | ------ | ------ | ------ | ------------------ | -------------- |
| ×    | 第42回衆議院議員総選挙     | 2000年（平成12年）6月25日 | 石川県第3区 | 民主党 | 39,678 | 21.49  | 2／4               | 93,980         |
| ×    | 2003年神奈川県大和市長選挙 | 2003年（平成15年）4月27日 | 大和市      | 無所属 | 33,830 | 43.30  | 2／2               | 10,431         |